# Felix Bryk
Pour les articles homonymes, voir Bryk.
Felix Bryk est un anthropologue, un entomologiste et un écrivain suédois, né le 21 janvier 1882 à Vienne et mort le 13 janvier 1957 à Stockholm.

## Biographie
Il se passionne dès son plus jeune âge pour les insectes. Son père, Adolf Bryk, est un juriste qui pense que ce n'est qu'un passe-temps qui disparaîtra avec le temps. Felix Bryk fait des études classique et s'oriente vers une carrière de peintre. Il séjourne à Paris et à Florence où il rencontre Aino Makinen avec qui il se marie en 1909 à Myllykylä. En parallèle à ses études artistiques, il continue d'étudier les insectes et plus spécialement aux lépidoptères.
Bryk vient en Suède durant la Première Guerre mondiale. Il fait des expositions de ses œuvres et publie des articles entomologiques et sur la vie de Linné. Il fait notamment paraître des textes inconnus de Carl von Linné (1707-1778) comme les mémoires de Linné, Linné's Minnesbok (Stockholm, 1919), H.A. Müller's Delineatio Regni Animalium (Stockholm, 1920), Linné's Adonis Stenbrohultensis (Stockholm, 1920), Linné's Randaufzeichnungen zu Maria Sibylla Merianins Erucarum ortus (Stuttgart, 1920) ainsi qu'un analyse de bibliothèque de Linné (Stockholm, 1923). Il s'intéresse aux macrolépidoptères et fait paraître Grundzüge der Sphragidologie (1918) et Bibliotheca Sphragidologica (1920)
Il se rend dans l'Afrique de l'Est de 1924 à 1926 où il étudie les papillons de cette région et réalise aussi des observations ethnologiques. Il étudie notamment les relations sexuelles des populations locales et publie le résultat de ses observations dans Neger-Eros qui sera traduit en anglais et réédité à plusieurs reprises. Il complète ses observations dans les muséums de Paris et de Londres et fait paraître Die Beschneidung bei Mann und Weib en 1931. En 1939, veuf, il se remarie avec le Dr Ella Claudia Krusche. En 1951, il conjugue son intérêt pour la sexualité et pour Linné et fait paraître Linné as sexualist. Ses œuvres sur la sexualité en Afrique sont des classiques et sont encore rééditées.
Bryk travaille dans les années 1930 pour le musée d'histoire naturelle de Berlin sur le catalogage et la classification des collections de papillons. Durant les années 1940 et 1950, il travaille au Rijksmuseum. Outre des articles d'entomologie ou consacrés à Linné, Bryk est un remarquable vulgarisateur scientifique.

### Source
- Per Brinck (1957), In Memoriam. Felix Bryk. Opusc. Ent., 22 : 119–122.